# Román Atienza y Baltueña
Román Atienza y Baltueña (1827-1890) fue un médico, escritor y político español, alcalde de la ciudad de Guadalajara.

## Biografía
Nacido en la localidad guadalajareña de Valfermoso de las Monjas el 28 de febrero de 1827, en 1841 era bachiller, en 1848 licenciado, y en 1850, después de cursar dos años que entonces se exigían, obtuvo la borla de doctor. Doctor en Medicina y Cirugía, entre sus obras se encontraron colaboraciones en revistas y publicaciones como la del antiguo Ateneo Científico, Literario y Artístico de Guadalajara, la Crónica de la Exposición de Guadalajara, La Provincia, artículos necrológicos dedicados a Fernández Iparraguirre, y el folleto que llevaba por título Influencia que la filosofía ha ejercido en la medicina.
Fue alcalde-presidente del Ayuntamiento de Guadalajara. A su etapa como alcalde pertenecerían una nueva conducción de aguas potables, empleando por primera vez tubería de hierro para la distribución interior, del viaje de Santa Catalina. Con este motivo se establecieron las primeras bocas de riego en algunos puntos de la población, se hicieron algunas fuentes nuevas, se instalaron las primeras de hierro y otras se renovaron; se construyó la escalinata y reformó el paseo de San Roque, mejorando el de la Concordia y los de San Nicolás y del Gobernador; se explanaron algunas plazuelas y se construyó el primer lavadero público titulado de San Roque; se compró la primera bomba de incendios, organizando por primera vez este servicio, y se tuvieron las primeras verbenas en la Concordia. Además, se construyeron algunas alcantarillas de aguas sucias, se instalaron por primera vez algunas cubetas urinarias, se ensayaron las primeras aceras de asfalto, se introdujo el alumbrado de petróleo, aumentando el número de faroles; se creó la limpieza pública por medio de subasta y se dio por el Ayuntamiento para la reconstrucción del edificio destinado a Academia de Ingenieros, 55 000 duros. Se dejó iniciado, además, el proyecto de ensanche del cementerio, y el de construcción de una plaza de Mercado y el patronato de la virgen de la Antigua. Entonces se reformó también el traje de los maceros. Diputado en diferentes legislaturas de la Corporación provincial, siendo varias veces de la Comisión permanente, promovió la construcción de la casa-palacio sede de la Diputación. A Atienza Baltueña se debería también una proposición firmada en 1882 que abarcaba un vasto proyecto de construcción de caminos vecinales en la provincia, que sin embargo no fue llevada a cabo. Militante del partido conservador, habría liderado esta formación en la provincia. Falleció el 20 de julio de 1890.